# Minardi

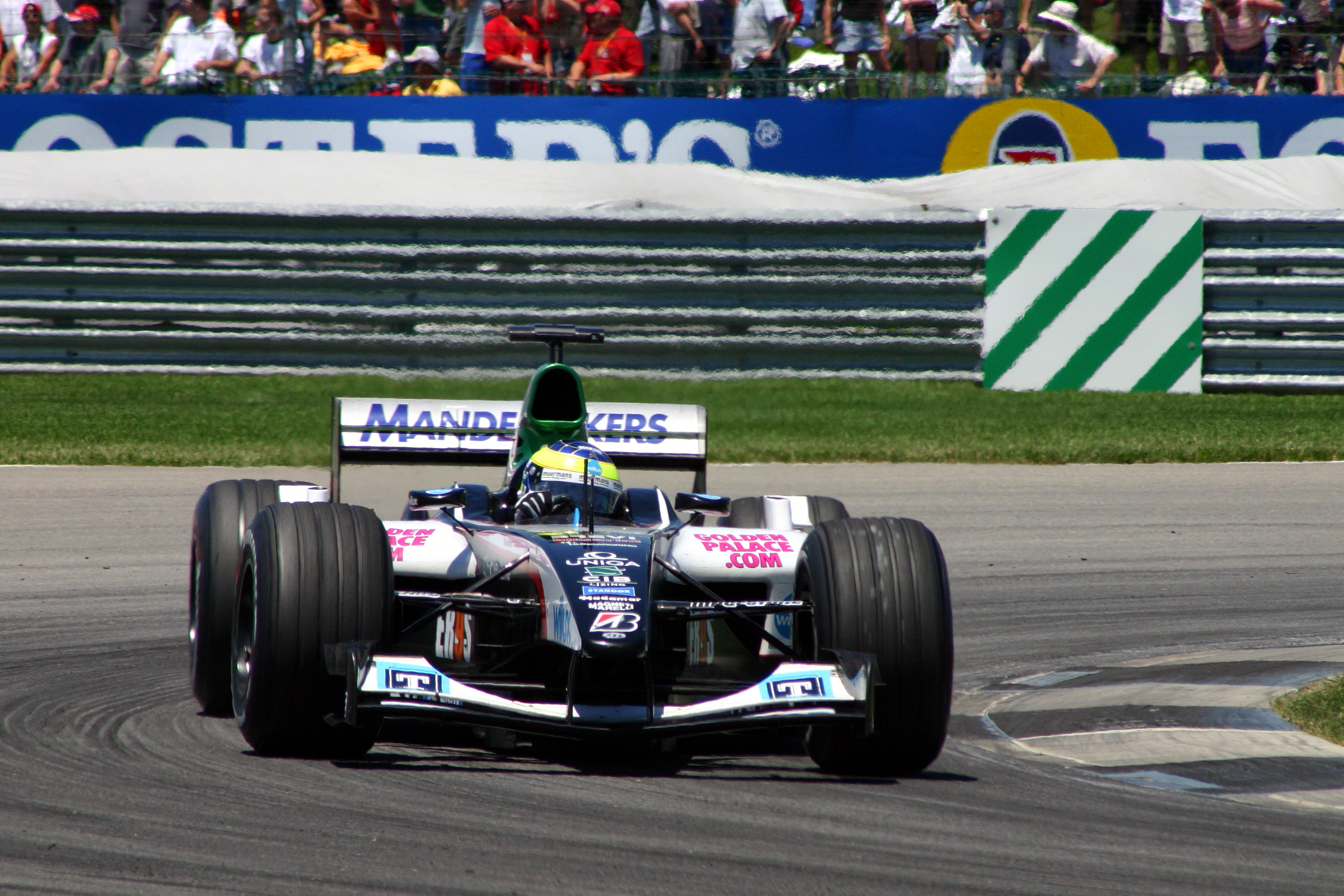
Zsolt Baumgartner al GP de USA'2004.

Minardi era una escuderia de Fórmula 1 fundada el 1979 per Giancarlo Minardi i que va disputar curses a la F1 entre la temporada 1985 i la del 2005.
Tenia la seu a Faenza, Itàlia.

## Història
Fundada com a escuderia per a campionats inferiors, Minardi va començar a competir a la Fórmula 1 des de la temporada 1985 amb Pierluigi Martini com a únic pilot. Sempre amb uns mitjans modestos, aquest fet no li van permetre mai assolir grans resultats, però va ser una escuderia amb un gran planter de pilots de les graelles de la F1, ja que molts van començar a disputar curses amb Minardi per després fer el salt cap escuderies amb més mitjans i amb més possibilitats.
A final de la temporada 2005 l'equip es va vendre a la companyia de begudes Red Bull i l'equip va passar a ser anomenat Scuderia Toro Rosso.

## A la F1
- Debut: Gran Premi de Brasil del 1985
- Curses disputades: 346
- Victòries: 0
- Pole positions: 0
- Voltes Ràpides: 0
- Punts aconseguits al Camp. Mundial: 38
- Ultima cursa disputada: Gran Premi de la Xina del 2005

En categories inferiors, l'escuderia Minardi obtenia bons resultats. L'equip va fer el salt a la Fórmula 1 el 1985 amb Pierluigi Martini com a únic pilot. Aquesta primera temporada van acabar sense puntuar, igual que les següents, 1986 i 1987, amb els pilots Alessandro Nannini i Andrea de Cesaris i Adrià Campos. Els primers punts van arribar a la temporada següent, amb el retorn de Pierluigi Martini a l'escuderia italiana.
Els anys 90 van ser els millors anys de l'escuderia a la Fórmula 1. A la Temporada de 1991, amb motors Ferrari, l'equip obté sis punts, per part de Pierluigi Martini, i una setena posició a la classificació de constructors, davant de Lotus o de Brabham.
A la Temporada 1993 l'equip supera els resultats del 1991 i obté set punts i acaben en vuitena posició a la classificació de constructors. Els pilots foren Christian Fittipaldi, amb cinc punts, i Fabrizio Barbazza, amb dos punts més.
A la Temporada 1994 l'equip obté cinc punts repartits entre Pierluigi Martini, amb quatre punts, i Michele Alboreto, amb un punt. A partir d'aquesta temporada l'equip no puntua regularment i, fins a la Temporada 1999, no aconsegueix puntuar novament amb un punt aportat per Marc Gené.
El 2001, degut a seriosos problemes econòmics, l'equip va ser venut a Paul Stoddart, magnat australià, però el canvi de propietari no es va veure reflectit als resultats de les carreres.
El 2005 es va anunciar la venda de l'equip a l'equip Red Bull Racing. Tot i que l'escuderia ja tenia un equip competint a la Fórmula 1, van decidir usar la compra de Minardi per a cultivar nous talents que serien les estrelles del futur. El canvi de propietari va comportar, també, un canvi de nom, passant-se a conèixer com a Scuderia Toro Rosso.